# Peter Norton
Peter Norton (Aberdeen, 14 novembre 1943) è un programmatore statunitense.

## Biografia
Ha fondato la Peter Norton Computing, che nel 1990 è stata acquisita dalla Symantec. Peter Norton ha dato il suo cognome ai suoi software (tra i più celebri: Norton AntiVirus, Norton Utilities, Norton SystemWorks, Norton Internet Security, Norton 360 Norton Commander ed altri).
Peter Norton è un programmatore, editore di software, autore e filantropo americano. È conosciuto soprattutto per i programmi informatici e i libri che portano il suo nome e il suo ritratto. Norton ha venduto la sua attività di software a Symantec nel 1990.
Norton è nato ad Aberdeen, Washington, e cresciuto a Seattle. Ha frequentato il Reed College e in seguito ha lavorato su mainframe e minicomputer per aziende come Boeing e Jet Propulsion Laboratory. Norton ha fondato Peter Norton Computing nel 1982, pioniere del software di utilità compatibile con PC IBM. Il suo primo libro sul computer, "Inside the IBM PC: Access to Advanced Features & Programming", fu pubblicato nel 1983. Nel 1988, Norton Computing aveva raggiunto un fatturato di 15 milioni di dollari con 38 dipendenti. Nel 1990, Norton Computing ha rilasciato il programma Norton Backup e nello stesso anno Norton ha venduto l'azienda a Symantec per 70 milioni di dollari.
Norton ha successivamente presieduto Acorn Technologies ed eChinaCash. Ha una significativa collezione d'arte personale ed è stato coinvolto in varie attività filantropiche, tra cui la Peter Norton Family Foundation. Ha anche donato opere d'arte a numerosi musei e università.